# Religionshistorisk Museum
Religionshistorisk Museum (russisk: Государственный музей истории религии) er et museum i Sankt Petersborg, der udstiller genstande med relation til religionshistorie.